# Feras da Engenharia
Feras da Engenharia ou Mega Builders (Em Inglês) é um documentário canadense que é exibido no Discovery Channel e Discovery Science. Cada episódio mostra o trabalho das pessoas e máquinas envolvidas em enormes projetos de construção ao redor do mundo. O primeiro episódio foi ao ar em 11 de setembro de 2005. Foi produzido um total de 36 episódios ao longo de 5 temporadas.

## Lista de Episódios
1ª Temporada
| Episódio | Nome                   | Data da Primeira Exibição |
| -------- | ---------------------- | ------------------------- |
| S01E01   | Spanning the Harlem    | 191Sep/2005               |
| S01E02   | Fantasy Islands        | 19/Sep/2005               |
| S01E03   | The Big Collider       | 24 de novembro de 2005    |
| S01E04   | World's Fastest Wheels | 09/Dec/2005               |

2ª Temporada
| Episódio | Nome                   | Data da Primeira Exibição |
| -------- | ---------------------- | ------------------------- |
| S02E01   | Racing to Power Up     | 24/Aug/2006               |
| S02E02   | Quake-Proofing an Icon | 25/Oct/2006               |
| S02E03   | Roller Coaster         | 9 de novembro de 2006     |
| S02E04   | Mega Bridgel           | 22 de novembro de 2006    |
| S02E05   | Moving Mountains       | 29 de novembro de 2006    |
| S02E06   | Madrid's Big Dig       | 10 de janeiro de 2007     |
| S02E07   | Crossing Colorado      | 17 de janeiro de 2007     |
| S02E08   | Sinking Wings          | 24 de janeiro de 2007     |
| S02E09   | Extreme Elevation      | 31 de janeiro de 2007     |

3ª Temporada
| Episódio | Nome                        | Data da Primeira Exibição |
| -------- | --------------------------- | ------------------------- |
| S03E01   | Raising The Roof            | 05/Sep/2007               |
| S03E02   | The Big Lift                | 12/Sep/2007               |
| S03E03   | Worlds Biggest Wave Machine | 19/Sep/2007               |
| S03E04   | Stolen Power                | 26/Sep/2007               |
| S03E05   | Mighty Shovel               | 03/Oct/2007               |
| S03E06   | Ice Hotel                   | 10/Oct/2007               |
| S03E07   | Arctic Ice Crusher          | 17/Oct/2007               |

4ª Temporada
| Episódio | Nome                        | Data da Primeira Exibição |
| -------- | --------------------------- | ------------------------- |
| S04E01   | Big Rig                     | 14/Oct/2009               |
| S04E02   | Blockbuster Bridge          | 21/Oct/2009               |
| S04E03   | Floating Bridge             | 28/Oct/2009               |
| S04E04   | Glitz City                  | 4 de novembro de 2009     |
| S04E05   | Hard Rock Park              | 11 de novembro de 2009    |
| S04E06   | King of the Container Ships | 18 de novembro de 2009    |
| S04E07   | Venice Code Red             | 25 de novembro de 2009    |

5ª Temporada
| Episódio | Nome                          | Data da Primeira Exibição |
| -------- | ----------------------------- | ------------------------- |
| S05E01   | Sheikh Zayed Bridge           | 28/Oct/2010               |
| S05E02   | London Olympic Aquatic Center | 4 de novembro de 2010     |
| S05E03   | Spanning the Saigon River     | 11 de novembro de 2010    |
| S05E04   | Green Point Part 1 of 2       | 18 de novembro de 2010    |
| S05E05   | Green Point Part 2 of 2       | 02/Dec/2010               |
| S05E06   | The Fast Track                | 09/Dec/2010               |
| S05E07   | Big Bosphorus Dig             | 16/Dec/2010               |
| S05E08   | Peak Power                    | 23/Dec/2010               |

## Referencias
Guia de episódios no site TVRAGE